# Anexo embrionário

Feto materno, onde se encontra a placenta,cordão umbilical Aminio

Anexos embrionários ou membranas extraembrionárias são estruturas acessórias ao corpo do embrião. Possuem fundamental importância para o organismo que está em desenvolvimento, pois desempenham funções respiratórias, nutritivas, protetivas e de excreção. Os anexos embrionárias apresentam variabilidade a depender do grupo animal (vertebrado e invertebrado) - depende diretamente do ambiente em que cada um desenvolve-se.

## Origem
O tecido que dá origem a cada anexo embrionário pode variar, mas os anexos embrionários, de forma geral, surgiram com o ovo amniótico, em deuterostomados. O surgimento do ovo amniótico neste grupo permitiu o avanço, sobretudo dos vertebrados, ao meio terrestre, para longe dos corpos de água e é o marco de divisão entre os chamados Anamniota e os Amniota. O ovo amniótico carrega, dentro de seus apêndices embrionários, nutrientes e água para manutenção do embrião em formação. Em peixes e anfíbios não há formação do ovo amniótico, uma vez que a fecundação e o desenvolvimento do embrião se dá na água.

### Formação
Os anexos embrionários são estruturas formadas a partir das chamadas membranas embrionárias, que juntas compõem o ovo amniótico.
Em um primeiro momento, não há uma distinção clara entre domínios embrionários e extra-embrionários. Essa distinção começa com a divisão desigual do epitélio lateral embrionário, formando dobras corporais, que ajudam a estabelecer o limite entre os dois domínios.
A formação do ovo amniótico se dá após a diferenciação dos folhetos embrionários em ectoderme, endoderme, e mesoderme, ou seja, após o evento da gastrulação. Mais de um folheto embrionário pode participar da formação dos anexos. A união deles ocorre durante a formação das dobras membranosas corporais. Nessas formações, o ectoderma e o endoderma possuem função epitelial, enquanto é pelo mesoderma que ocorre o transporte de sangue.

### Os Anexos Embrionários
Cordão umbilical e Placenta

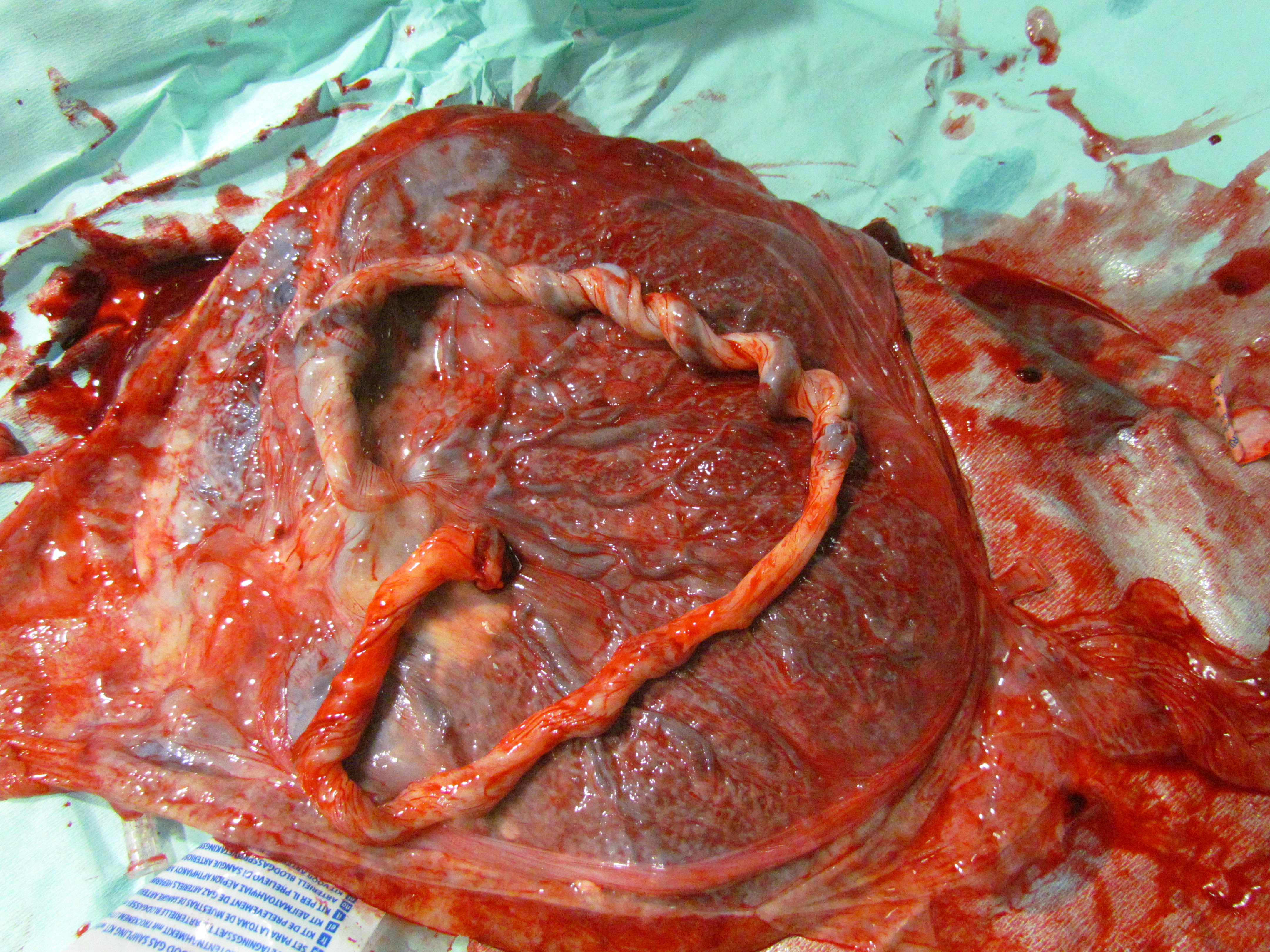
Placenta e cordão umbilical

A placenta tem origem mista, havendo, em sua formação, participação do cório viloso, formando a porção fetal, e de células do endométrio uterino, originando a porção materna. A Placenta foi uma novidade evolutiva encontrada no grupo dos mamíferos. Existem dois tipos principais de placenta, quanto ao nível de fusão entre a porção coriônica e a porção uterina. Caso essas duas porções, embora unidas ainda possam ser separadas, a placenta recebe o nome de placenta de contato. Esse tipo de placenta pode ser encontrado, por exemplo, em suínos. O outro tipo de placenta é a decídua, na qual as duas partes são inseparáveis, e o órgão é inteiramente descartado, após o fim da gestação. No entanto, o tipo de placenta (bem como a forma e o desenvolvimento dos demais anexos embrionários) varia entre cada ordem de mamífero. Desempenha função de defesa contra choques físicos, proteção, e nutrição do embrião. Também secreta progesterona, por ação da gonadotrofina coriônica. Esse hormônio tem como função manter a parede uterina espessada e vascularizada. O cordão umbilical, com duas artérias e uma veia, permite a comunicação do embrião com a placenta.

#### Âmnio
Apêndice que também tem origem na somatopleura. Células do epiblasto, separadas do epiblasto embrionário por pequenas fendas coalescentes geram o revestimento desse tecido, que então se enche com o fluido amniótico responsável pela absorção de choques mecânicos que o embrião pode sofrer, além de manter um ambiente aquoso para a embriogênese, características chave para a conquista do meio terrestre pelos amniota. O âmnio tem como função manutenção da temperatura, além da já citada proteção contra choques mecânicos e contra a desidratação, provendo um meio fluido no qual o embrião se desenvolve.

#### Vesícula vitelinaou Saco vitelínico
Primeiro anexo embrionário a ser formado, e originário da esplancnopleura. Há participação de células hipoblásticas na formação do seu tecido. Fica acoplado ao intestino médio por meio de um tubo aberto, denominado tubo vitelínico. O saco vitelínico tem ainda vasos sanguíneos acoplados entre ele e o embrião, responsáveis pelo transporte de nutrientes vindos do vitelo que foram previamente quebrados em aminoácidos solúveis por células endodermas. Tem como função o armazenamento de nutrientes que será usado pelo embrião durante seu desenvolvimento. O saco vitelínico também seria a fonte de origem de uma porção mesodérmica extraembrionária,que junto a um conjunto de células trofoblásticas gera os vasos sanguíneos externos do cório, responsáveis pela captação de nutrientes para o embrião, vindos da mãe.  Ainda, em aves e anfíbios é o órgão de onde derivam as primeiras células sanguíneas, ainda que essas sejam transitórias.

#### Alantoide
Originado da endoderme e da mesoderme lateral, que juntas formam a chamada esplancnopleura. Sua função geral é a de recolher resíduos do metabolismo embrionário, armazenando-os. Surge por volta do 16.º dia de desenvolvimento, na parede caudal do saco vitelínico. Estrutura em forma de saco ou vesícula, ligada à parte posterior do intestino do embrião. É encontrado de forma mais proeminente em aves e répteis, onde se torna um grande saco, sendo a única forma de armazenamento dos resíduos do metabolismo dos embriões. Frequentemente há contato entre a membrana do alantoide com a do cório, com a formação, a partir desse encontro, da membrana cório alantoica, de grande importância no desenvolvimento embrionário das aves, devido a ser o meio de transporte de cálcio da casca do ovo para o próprio embrião, que utilizará o mineral na construção dos ossos. Em mamíferos, a placenta coriônica é responsável pela retirada dos resíduos metabólicos produzidos pelo embrião, que são colocados no alantoide, cujo tamanho irá depender do êxito na retirada dos resíduos. Em humanos, o alantoide se tornou um apêndice vestigial. Em porcos, por outro lado, é um anexo grande e importante, chegando a envolver a cavidade amniótica com o feto.

#### Córion
Possui origem ectodérmica e mesodérmica. A combinação entre esses dois folhetos embrionários é denominada somatopleura. O mesoderma lateral é responsável pela formação do mesênquima embrionário coriônico, enquanto a partir do ectoderma forma-se a porção externa do órgão. O tecido, em répteis e aves é uma membrana aderida à casca, permitindo passagem de gases entre o ovo e o ambiente. Nos mamíferos, o cório evoluiu em placenta. Esse anexo possui vilosidades contendo vasos sanguíneos que se ligam ao feto, formadas a partir de células trofoblásticas, e que são responsáveis por captar do organismo materno, por difusão, substâncias solúveis que serão aproveitadas pelo embrião. O Cório tem como função a absorção de choques e impactos direcionados ao embrião, como órgão de troca de gases e nutrientes, meio de transporte de cálcio e secreção hormonal. O cório é responsável pela liberação de três principais hormônios: gonadotrofina coriônica, que induz produção de progesterona pelas células da placenta, somatotrofina coriônica, que promove o desenvolvimento do seio materno durante a gestação, e esteroides capazes de manter a gestação estável mesmo com a remoção dos ovários(esse último encontrado em primatas apenas). Recentemente, estudos em humanos levantaram a hipótese de que o Córion ainda serviria como defesa imunológica contra o organismo da mãe, por secreção de proteínas solúveis neutralizadoras de anticorpos.  Além disso suas células citotrofoblásticas parecem ser capazes de secretar um antígeno de histocompatibilidade principal, que impede o reconhecimento do feto pelo organismo materno.

### Resumo
| Nome do Anexo               | Origem Embrionária                    | Função                                                                                              | Em que grupos é encontrado        |
| Âmnio                       | Ectoderme e Mesoderme-Somatopleura    | Proteção contra desidratação e choques mecânicos                                                    | Répteis, aves e mamíferos         |
| Saco Vitelínico             | Endoderme e Mesoderme-Esplancnopleura | Fornecimento de nutrientes                                                                          | Peixes, répteis, aves e mamíferos |
| Alantoide                   | Endoderme e Mesoderme-Esplancnopleura | Armazenamento de resíduos metabólicos                                                               | Répteis, aves e mamíferos         |
| Córion                      | Ectoderme e Mesoderme-Somatopleura    | Absorção de choques mecânicos, troca de gases, transporte de cálcio e nutrientes, secreção hormonal | Répteis, aves e mamíferos         |
| Placenta e Cordão Umbilical | Córion e Endométrio Uterino           | Trocas gasosas, secreção hormonal, nutrição e excreção                                              | Mamíferos                         |